# 洋椿
洋椿（学名：Cedrela glaziovii）为楝科洋椿属下的一个种。